# Pyrinia charisaria
Pyrinia charisaria là một loài bướm đêm trong họ Geometridae.